# Liliana Mele
Liliana Mele (Gondar, 1984.) je talijansko-etiopska glumica i model.

## Životopis
Liliana Mele rođena je u talijansko-etiopskoj obitelji u Gondaru, gradu na sjeverozapadu Etiopije, U Italiju je stigla kao šestgodišnje dijete, a u četrnaestoj se s obitelji vratila u Etiopiju. Tri je godine pohađala kazališnu radionicu Airbag third millennium Talijanskog kulturnog instituta u Adis Abebi. Godine 2000. pobijedila je na predizboru Miss Italia nel Mondo (hrv. Miss Italije za Miss svijeta) i dobila titulu Miss Etiopije, što joj je omogućilo povratak u Italiju na finale natjecanja, na kojemu je zauzela četvrto mjesto.
Glumačko umijeće usavršavala je na majstorskim tečajevima i kazališnim radionicama uglednih filmskih glumaca i redatelja, primjerice
Massima De Lorenza, Vezija Ruggerija, Giovannija Veronesija, Sergia Rubinija, Michaela Margotte, Michelea Placida i Danielea Luchettija. Glazbeno se i pjevački obrazovala u Jazz studiju Više glazbene škole u Antwerpenu i na Visokoj glazbenoj školi Saint Louis u Rimu. Glumu je magistrirala na Institutu za kazalište i film Lee Strasberg (engl. Lee Strasberg Theatre and Film Institute) u Los Angelesu. Osim materinskoga talijanskog jezika, govori i poznaje engleski, amharski, francuski i španjolski.
Na filmu je debitirala 2004. sporednom ulogom u filmu L'amore è eterno finché dura (hrv. Ljubav je vječna dok traje) Carla Verdonea. Godine 2005. glumila je Aminu, jednu od protagonistica talijanske televizijske serije Gente di mare (hrv. Ljudi s mora), koja je dvije sezone bila emitirana na 1. programu talijanske nacionalne radiotelevizije. Od 2005. do 2007. bila je članicom stalne glumačke postave televizijske serije Roma (hrv. Rim), povijesne drame snimljene u međunarodnoj koprodukciji Italije, Ujedinjenoga Kraljevstva i Sjedinjenih Američkih Država. Godine 2009. glumila je uz Sergia Castellitta i Riccarda Scamarcia u epizodi filma Italians (hrv. Talijani) redatelja Giovannija Veronesija. Godine 2011. glumila je Sinan u filmu redatelja Luce Verdonea La meravigliosa avventura di Antonio Franconi (hrv. Čudesna avantura Antonija Franconija) uz Massima Ranierija i Soniu Aquino. Od 2012. do 2015. glumila je mnoge uloge u raznim epizodama i sezonama televizijskih serija poput Distretto di Polizia (hrv. Policijska oblast), Il capitano (hrv. Kapetan), La scelta di Laura (hrv. Laurin izbor), Rosso San Valentino, Per amore del mio popolo (hrv. Za ljubav mog naroda) i Don Matteo. Godine 2017. surađivala je s Giuseppeom Fiorellom, Corradom Fortunom i Danielom Marrom u TV filmu Tutto il mondo è paese (hrv. Cijeli je svijet država redatelja Giulija Manfredonije. Godine 2021. glumila je ulogu Latifah u TV seriji Mare fuori (hrv. S onu stranu mora), koja je bila emitirana u programu televizijske postaje Rai 2.

## Filmografija (izbor)

### Igrani filmovi
- 2004. – L'amore è eterno finché dura (hrv. Ljubav je vječna dok traje), režija: Carlo Verdone
- 2009. – Italians (hrv. Talijani), režija: Giovanni Veronesi
- 2009. – On & Off, režija: Mario Marasco
- 2011. – La meravigliosa avventura di Antonio Franconi (hrv. Čudesna avantura Antonija Franconija), režija: Luca Verdone
- 2012. – Tutto tutto niente niente (hrv. Sve sve ništa ništa), režija: Giulio Manfredonia

### Kratki filmovi
- 2012. – Ma che bravi ragazzi (hrv. Kakvi dobri dečki), režija: Hedy Krissane
- 2018. – Wake up (hrv. Probudi se), režija: Evaristus Ogbechie

### Televizija
- 2005. – Distretto di Polizia (hrv. Policijska oblast, 5. sezona), režija: Lucio Gaudino (2005)
- 2005. – Roma (hrv. Rim), režija: Steve Hill
- 2005. do 2007. –  Gente di mare (hrv. Ljudi s mora, 1. i 2. sezona), režija: Alfredo Peyretti, Vittorio De Sisti, Franco Angeli
- 2007. – Rim (2. sezona), režija: Steve Hill
- 2008. – Il capitano (hrv. Kapetan, 2. sezona), režija: Vittorio Sindoni
- 2009. – La scelta di Laura (hrv. Laurin izbor), režija: Alessandro Piva
- 2012. – Rosso San Valentino, režija: Fabrizio Costa
- 2013. – Per amore del mio popolo (hrv. Za ljubav mog naroda), režija: Antonio Frazzi
- 2015. – Don Matteo (10. sezona), režija: Monica Vullo
- 2018. – Tutto il mondo è paese (hrv. Cijeli je svijet država), režija: Giulio Manfredonia
- 2018. – L'isola di Pietro (hrv. Petrov otok, 2. sezona), režija: Luca Brignone i Giulio Manfredonia
- 2021. – Mare fuori (hrv. S onu stranu mora, 2. sezona, 3 epizode), režija: Milena Cocozza i Ivan Silvestrini
- 2023. – Mare fuori (3. sezona, 6 epizoda), režija: Ivan Silvestrini

## Kazalište
- 2013. – Love (hrv. Ljubav), režija: Leonardo Ferrari Dearest
- 2015. – Cleopatra (hrv. Kleopatra), režija: Johannes Bramante
- 2016. – Io non so, tu lo sai, loro che ne sanno? (hrv. Ne znam, znaš, što oni znaju?), režija: Vito Ostuni
- 2019. – Nero cuore (hrv. Crno srce), režija: Giorgio Crisafi[9]

## Nagrade i priznanja
- 2007. – Kapitol u Rimu: nagrada Oscar die giovani (hrv. Oscar za mlade)[1][10]

## Vanjske poveznice

### Sestrinski projekti
|  | Zajednički poslužitelj ima još gradiva o temi Liliana Mele |

### Mrežna mjesta
- Liliana Mele u internetskoj bazi filmova IMDb-u (engl.)
- FilmTV.it – Liliana Mele (tal.)
- YouTube – GRIOT: VISIONI | RAIY – In Conversation With Liliana Mele (tal.)